# Arshak I
Arshak I, también conocido como Arsaces, fue rey de Iberia entre 93 a. C. y 81 a. C., año en el que murió. Fue el fundador en Iberia de la dinastía de los Arsácidos, no relacionados con la dinastía Arsacia de Partia y la más tardía dinastía arsácida de Armenia.
Hijo del rey Artavasdes I de Armenia, ascendió al trono de Iberia después del destronamiento y asesinato del rey Farnadjom de Iberia en el año 93 a. C. Se casó con una hija de Mirian I de Iberia.
Bajo su mandato, Iberia se convirtió en un Estado vasallo de Armenia y perdió algunas de sus pronvincias del oeste a Cólquida. 
Fue sucedido como rey de Iberia por su hijo Artag.
| Predecesor: Farnadjom de Iberia | Rey de Iberia 93 a. C.-81 a. C. | Sucesor: Artag de Iberia |

- Datos: Q1262514